# Robert Byron
Robert Byron (n. Wembley, entonces Middlesex; 1905 - m. cerca de Cape Wrath, Escocia; 1941) fue un escritor y viajero inglés, conocido por su libro de viajes Viaje a Oxiana (The Road to Oxiana, 1937). También destacó como crítico de arte e historiador. Educado en Eton y en el Merton College de la Universidad de Oxford, la vida de Byron fue la de un incansable viajero (Grecia, Unión Soviética, India, Tíbet, China, Oriente Medio...) cuya obra cumbre Viaje a Oxiana refiere con notable erudición, gran sentido del humor y lirismo incontenible un viaje en el periodo de entreguerras entre Venecia y la India, describiendo los monumentos islámicos de Persia y Afganistán. Murió cuando su barco fue torpedeado por los nazis durante la Segunda Guerra Mundial.

## Traducciones españolas
- Viaje a Oxiana, Barcelona: Península, 2000. Prólogo de Bruce Chatwin, traducido por A. Puigrós. ISBN 84-8307-260-2.
- Rusia : viajes por un mundo cambiante, I, Almería: Confluencias, 2013. edición, introducción y traducción de José Jesús Fornieles Alférez. ISBN 978-84-941691-1-3.
- Viaje al Tíbet, Madrid: Abada, 2013. Traducido por M.A. Martínez-Cabeza. ISBN 978-84-15289-90-6.
- Grecia, viaje al Monte Athos: Almería, Confluencias Editorial, 2014. Traducido por Andrés Arenas y Enrique Girón. ISBN 978-84-942742-1-3.